# Hymenostegia aubrevillei
Hymenostegia aubrevillei е вид растение от семейство Бобови (Fabaceae). Видът е световно застрашен, със статут Уязвим.

## Разпространение
Разпространен е в Кот д'Ивоар и Гана.